# Kim Bum-soo
Dans ce nom, le nom de famille, Kim, précède le nom personnel coréen.
 (mars 2012).
Si vous disposez d'ouvrages ou d'articles de référence ou si vous connaissez des sites web de qualité traitant du thème abordé ici, merci de compléter l'article en donnant les références utiles à sa vérifiabilité et en les liant à la section « Notes et références ».
Kim Bum-soo (김범수, 金範修) est un chanteur sud-coréen de Pop, soul et R&B du label Polaris Entertainment. Il est né le 26 janvier 1979.
Il est connu pour ses chansons utilisées dans divers dramas comme Secret Garden.
Il est célèbre pour sa voix douce et ses ballades émotives ; plus particulièrement pour sa chanson  « 보고 싶다 » (Tu me manques) dont le titre signifie  « I Miss You » en anglais. Cette chanson est devenue la chanson thème du drama coréen « 천국 의 계단 » (Les marches du Paradis, Stairway to Heaven). Il est le premier artiste coréen à avoir eu un impact sur les charts nord-américains avec sa chanson « Hello Goodbye Hello » classée à la 51e place du  « US Billboard Hot 100 » en 2001.

## Ses débuts
Kim décide de poursuivre une carrière musicale à l'âge de 20 ans, inspiré et encouragé après avoir chanté avec le chœur de l'église locale pendant toute sa jeunesse. A l'Institut des Arts de l'Université Joongbu, il s'est spécialisé en musique. Peu de temps après avoir obtenu son diplôme, il a assisté à une audition où il a décroché un contrat d'enregistrement avec le label « Team Entertainment ».
Avant  « 보고 싶다 », une autre chanson de Kim, « Promise », extraite de l'album du même nom, avait également été utilisée pour le drama populaire de MBC, « Watch and Watch Again » (1999) et établi l'image de base de Kim en tant que chanteur de ballade. La critique et écrivaine Catherine Chan décrit ces chansons comme ayant tous les ingrédients : « une voix tendre, une jolie mélodie et des paroles rêveuses ». Il est retourné à sa carrière musicale en 2008 après avoir terminé son service militaire. Son sixième album, sorti la même année, est intitulé « The Practical Usage of Sadness » (슬픔활용법).
Le 16 juin 2011 sort son album come-back : « Solista : Part 2 ».  Alors que « Solista : Part 1 » avait démontré toutes ses capacités vocales, cette deuxième partie nous fait partager ses histoires personnelles, l'amour, la séparation, la douleur et la solitude. La chanson-titre est « Last Love », elle a été coproduite par le compositeur Yoon Sang-yoon et le parolier Il Sara - la paire qui avait créé la légendaire chanson « I Miss You ». « Last Love » exprime les sentiments de quelqu'un qui ne peut pas oublier son premier amour, son clip a été dirigé par Oh Seh-hoon. Kim Bum-soo a également créé beaucoup de buzz quand on a découvert qu'il a joué dans son propre clip vidéo.
Il a publié un premier livre le 5 novembre 2012, Je suis beau. C'est un recueil d'essais sur son voyage en Europe.

## Discographie

### 1 - A promise, 1999
1. 1. Promise
2. 2. Love will leave
3. 3. Love, just / Remake
4. 4. Your starting
5. 5. 11 月 3 日 ...
6. 6. Rain and
7. 7. Before it's too late
8. 8. Now go away
9. 9. This Masquerade
10. 10. First Love
11. 11. Dreams

### 4 - The 4th Episode, 2004
1. Areumdaun Chaero (In The Beautiful State)
2. Be Mine
3. Gaseume Jineun Taeyang (The Sun That Sets In My Heart)
4. Geojitmar (Lies)
5. Handongan Tteum Haesseotji (I Was Hesitant For A While) (Remake)
6. Happiness
7. Huhoega Sirta (I Don't Want To Regret)
8. Naui Neoege (Me To You)
9. Sarangmaneuron (Only Love)
10. Seulpeum Hangaunde (The Very Middle Of Sorrow)
11. To Me
12. Wae Tto (What Now)
13. Yeongwone Gwanhayeo (About Eternity)
14. Kim Bum Soo ft. Park Hyo Shin - Muje (Untitled)

### 6 - The Practical Usage of Sadness, 2008
1. Intro (725 Days)
2. Sadness Guide
3. Smile Again
4. Tug of War (With Younha)
5. Dear Love
6. Interlude
7. Callus
8. Do You Know That
9. Easy Separation
10. Till the End
11. Without Your Love
12. My Girl (SGT. Kim)
13. Light
14. By Grace
15. Sadness Guide (Instrumental)